# استیون ام. اروین
استیون ام. اروین (انگلیسی: Stephen M. Irwin؛ زادهٔ دسامبر ۱۹۶۶) کارگردان فیلم، فیلم‌نامه‌نویس و رمان‌نویس اهل استرالیا است.
از فیلم‌ها یا مجموعه‌های تلویزیونی که وی در آن‌ها نقش داشته‌است، می‌توان به تایدلندز اشاره نمود.